# Porcaro
Porcaro település Franciaországban, Morbihan megyében. Lakosainak száma 749 fő (2022. január 1.). Porcaro Beignon, Guer, Monteneuf, Augan és Campénéac községekkel határos.

## Népesség
A település népességének változása:
| Lakosok száma | 581  | 580  | 565  | 626  | 686  | 710  | 722  | 729  | 738  | 749  |
|               | 1968 | 1982 | 1990 | 2006 | 2013 | 2015 | 2017 | 2019 | 2020 | 2022 |